# إيدت أوتوبونغ
إني ايدت اوتودور اوتوبونغ (بالفرنسية: Edet Otobong)‏ لاعب كرة قدم كاميروني يلعب كمهاجم. ولد في 18 يوليو عام 1986. يلعب حاليا في الدوري السوداني لنادي هلال امدرمان.

## مسيرته الكروية
كان اوتوبونج في طريقه إلى نادي الإسماعيلي المصري في 1 يناير 2010. و تم نجاحه في اختبارات النادي ولكن تعثرت المفاوضات لأن الاتحاد طلب 120000 دولار لانتقاله.